# Kristina Prkačin
Kristina Prkačin (n. 21 octombrie 1997, în Dubrovnik) este o handbalistă din Croația care evoluează pe postul de intermediar stânga pentru clubul românesc SCM Gloria Buzău și echipa națională a Croației.
Prkačin a evoluat pentru naționala de handbal feminin a Croației la Campionatele Europene din Franța 2018, Danemarca 2020 și Slovenia, Macedonia și Muntenegru 2022 și la Campionatul Mondial din Danemarca, Norvegia și Suedia 2023.
În 2020, ea a cucerit cu selecționata Croației medalia de bronz la Campionatul European.

## Palmares
- Campionatul European:
  -  Medalie de bronz: 2020

- Liga Europeană:
  - Grupe: 2022
  - Turul 3: 2023

- Cupa EHF:
  - Turul 1: 2019

- Cupa Europeană:
  -  Finalistă: 2021

- Cupa Challenge:
  -  Câștigătoare: 2017
  - Semifinalistă: 2018. 2020

- Campionatul Croației:
  -  Medalie de argint: 2017, 2018, 2019, 2021

- Cupa Croației:
  -  Câștigătoare: 2018